# Can Terrats (Cabanelles)
Can Tarrats és un mas a l'oest del petit nucli de Queixàs, veïnat que forma part del municipi de Cabanelles (l'Alt Empordà). Segons el Pla Especial d'identificació i regulació de masies i cases rurals de l'ajuntament de Cabanelles, Can Terrats és una edificació del segle xv amb reformes i ampliacions posteriors.
Conjunt format per dues edificacions aïllades, l'habitatge i una pallissa annexa. L'edifici principal presenta la planta en forma de L, amb un tancat a la part posterior. Presenta la coberta de dues vessants de teula i està distribuït en planta baixa, pis i golfes. Adossats a l'extrem de llevant de la façana principal hi ha dos cossos de diferent mida. Al més petit s'hi accedeix mitjançant unes escales de pedra exteriors i l'altre és rectangular, amb la teulada de dues aigües i destinat en origen a usos agrícoles. La resta de la façana presenta finestres rectangulars al pis, tot i que la central ha estat reformada. La del costat de llevant està emmarcada amb carreus de pedra i la de ponent presenta la llinda sostinguda amb permòdols. A la planta baixa hi ha un gran portal d'arc de mig punt adovellat amb els brancals bastits amb carreus de pedra. De la part posterior de la façana de llevant destaca la terrassa al pis i la galeria de les golfes, actualment reformades. La pallissa annexa està situada davant la façana principal de l'habitatge. Té la teulada de dues vessants de llata per canal i està distribuïda en dos nivells, ambdós oberts a l'exterior.
La construcció és bastida amb pedra desbastada de mida mitjana, disposada regularment i lligada amb morter.